# Alxasaurus
Alxasaurus ("ještěr z pouště Alxa") byl rod teropodního dinosaura, vzdáleně příbuzného pozdně křídovému rodu Therizinosaurus.

## Popis
Žil v oblasti současného Vnitřního Mongolska (Čína) v období geologického věku spodní křídy alb (asi před 112 až 100 miliony let). Měl dlouhé a štíhlé přední končetiny a prsty opatřené velkými drápy. Tělo bylo statné se silnými kyčlemi a krátkým ocasem, který mohl pomáhat při stoji, když se dinosaurus krmil. Malá hlava končila bezzubým zobákem, ale vzadu v čelistech měl malé zuby. Dospělý exemplář byl dlouhý asi 4 metry a vážil pravděpodobně kolem 400 až 500 kg.